# Ralf Törngren
Ralf Johan Gustaf Törngren, (1 tháng 3 năm 1899 – 16 tháng 5 năm 1961), là chính trị gia Phần Lan. Ông là lãnh đạo Đảng Nhân dân Thụy Điển (1945–1955), nghị sĩ Quốc hội Phần Lan và Thủ tướng Phần Lan từ 5 tháng 5 đến 20 tháng 10 năm 1954. Trong cuộc bầu cử Tổng thống năm 1956, ông được 20 phiếu bầu.
Giải thưởng danh dự của ông được tìm thấy vào năm 2003 ở Đại học Åbo Akademi tại Turku, Phần Lan.